# Besamimbüchse

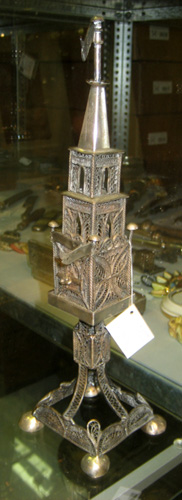
Besamimbehälter in Form eines Turms

Die Besamimbüchse oder der Besamimturm (auch Bsamim, hebräisch מִגְדָּל migdal oder hebräisch מַעֲמִיד בְּשָׂמִים maʿamīd b⁠əssamīm) stammt aus der jüdischen Kultur und ist ein Gewürzbehälter, in dem duftende Gewürze (genannt Besamim בְּשָׂמִים) aufbewahrt werden. An ihm wird am Ende des Sabbats bei der Hawdala gerochen, um etwas vom besonderen Geschmack dieses Festtages in den Alltag mitzunehmen.
Besamimbehälter sind häufig handwerklich und künstlerisch aufwendig gestaltet. Im 17. und 18. Jahrhundert hatten sie häufig die Form von Türmen. Im 19. Jahrhundert wurde ein breites Spektrum von Formen benutzt. Als Material wird manchmal Silber, meist ein anderes Metall verwendet.
Die Art der verwendeten Gewürze ist nicht festgelegt. Scharfe Gerüche wie Pfeffer sind jedoch nach Meinung einiger Gelehrten nicht zulässig. Beliebt sind Myrtenblätter in Anspielung auf Jesaja „Statt Dornen wachsen Zypressen, statt Brennnesseln Myrten“ 55,13  Zimt, getrocknete Orangenschalen, Grüner Kardamom und Gewürznelken (Syzygium aromaticum).